# نبرد خلیج ولا

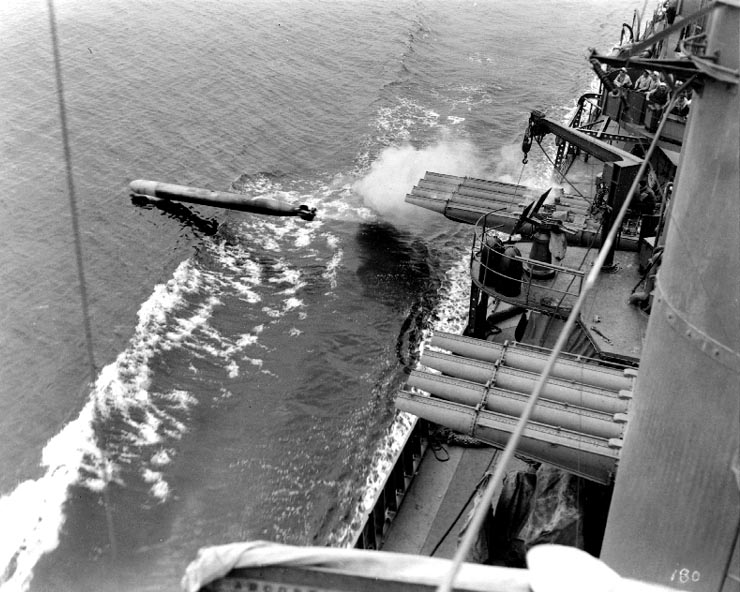
کشتی یواس‌اس دانلپ در حال پرتاب یک اژدر.

نبرد خلیج وِلا نبردی دریایی بود که در جنگ جهانی دوم  اقیانوس آرام و در تاریخ ۶ و ۷ اوت ۱۹۴۳ در خلیج ولا در جزایر سلیمان میان ایالات متحده آمریکا و امپراتوری ژاپن درگرفت. در این نبرد ژاپنی‌ها سه ناوشکن از چهار ناوشکنشان را از دست دادند و نبرد هم با پیروزی آمریکایی‌ها به پایان رسید.